# Deltocyathidae
Deltocyathidae  is een familie van neteldieren uit de klasse van de Anthozoa (bloemdieren). 

## Geslacht
- Deltocyathus Milne Edwards & Haime, 1848